# Wahlen zum Senat der Vereinigten Staaten 1882 und 1883
Die Wahlen zum Senat der Vereinigten Staaten 1882 und 1883 zum 48. Kongress der Vereinigten Staaten fanden zu verschiedenen Zeitpunkten statt. Es waren die Halbzeitwahlen (engl. midterm election) in der Mitte von Chester A. Arthurs Amtszeit. Vor der Verabschiedung des 17. Zusatzartikels wurden die Senatoren nicht direkt gewählt, sondern von den Parlamenten der Bundesstaaten bestimmt.
Zur Wahl standen 25 der 26 Senatssitze der Klasse II, deren Inhaber 1876 und 1877 für eine Amtszeit von sechs Jahren gewählt worden oder später nachgerückt waren. Zusätzlich fanden für drei dieser Sitze Nachwahlen statt, die keine parteipolitischen Änderungen ergaben. Die Wahl in Virginia hatte bereits vorzeitig 1881 stattgefunden.
Von den 26 regulär zur Wahl stehenden Sitzen waren 14 von Demokraten, elf von Republikanern und einer von einem Unabhängigen besetzt. 14 Amtsinhaber wurden wiedergewählt (10 D, 4 R), zwei weitere Sitze konnten die Demokraten halten, sechs die Republikaner. Die Republikaner gewannen den Sitz des Unabhängigen und einen Sitz der Demokraten, diese verloren einen weiteren Sitz an die Readjuster, gewannen aber auch einen der Republikaner. Damit verschob sich die Verteilung der Sitze, die am Ende des 47. Kongresses bei jeweils 37 Demokraten und Republikanern sowie jeweils einem Readjuster und einem Unabhängigen gelegen hatte, auf 38 Republikaner, 36 Demokraten und zwei Readjuster.
Zu Veränderungen nach der Wahl siehe auch Liste der Mitglieder des Senats im 48. Kongress der Vereinigten Staaten.

## Ergebnisse

### Wahlen während des 47. Kongresses
Die Gewinner dieser Wahlen wurden vor dem 4. März 1883 in den Senat aufgenommen, also während des 47. Kongresses.
| Staat    | Amtierender Senator         | Partei       | Nachwahl  | Datum         | Ergebnis                   | Neuer Senator       |
| -------- | --------------------------- | ------------ | --------- | ------------- | -------------------------- | ------------------- |
| Colorado | George M. Chilcott, ernannt | Republikaner | Klasse II | 27. Jan. 1883 | von Republikanern gehalten | Horace Tabor        |
| Georgia  | Benjamin H. Hill            | Demokrat     | Klasse II | 15. Nov. 1882 | von Demokraten gehalten    | Middleton P. Barrow |
| Iowa     | James W. McDill, ernannt    | Republikaner | Klasse II | 25. Jan. 1882 | bestätigt                  | James W. McDill     |

- ernannt: Senator wurde vom Gouverneur als Ersatz für einen ausgeschiedenen Senator ernannt, Nachwahl nötig.
- bestätigt: ein als Ersatz für einen ausgeschiedenen Senator ernannter Amtsinhaber wurde bestätigt.

### Wahlen zum 48. Kongress
Die Gewinner dieser Wahlen wurden am 4. März 1883 in den Senat aufgenommen, also bei Zusammentritt des 48. Kongresses. Alle Sitze dieser Senatoren gehören zur Klasse II.  Die Wahl in Virginia fand bereits 1881 statt und ist der Vollständigkeit halber mit aufgeführt.
| Staat          | Amtierender Senator | Partei       | Datum          | Ergebnis                   | Neuer Senator            |
| -------------- | ------------------- | ------------ | -------------- | -------------------------- | ------------------------ |
| Alabama        | John Tyler Morgan   | Demokrat     | 1882           | wiedergewählt              | John Tyler Morgan        |
| Arkansas       | Augustus H. Garland | Demokrat     | 1883           | wiedergewählt              | Augustus H. Garland      |
| Colorado       | Horace Tabor        | Republikaner | 1882           | von Republikanern gehalten | Thomas M. Bowen          |
| Delaware       | Eli M. Saulsbury    | Demokrat     | 1883           | wiedergewählt              | Eli M. Saulsbury         |
| Georgia        | Middleton P. Barrow | Demokrat     | 1883           | von Demokraten gehalten    | Alfred H. Colquitt       |
| Illinois       | David Davis         | Unabhängiger | 1882           | Zugewinn Republikaner      | Shelby Moore Cullom      |
| Iowa           | James W. McDill     | Republikaner | 25. Jan. 1882  | von Republikanern gehalten | James F. Wilson          |
| Kansas         | Preston B. Plumb    | Republikaner | 24. Jan. 1883  | wiedergewählt              | Preston B. Plumb         |
| Kentucky       | James B. Beck       | Demokrat     | 1882           | wiedergewählt              | James B. Beck            |
| Louisiana      | Joseph R. West      | Republikaner | 1882           | Zugewinn Demokraten        | Randall L. Gibson        |
| Maine          | William P. Frye     | Republikaner | 1883           | wiedergewählt              | William P. Frye          |
| Massachusetts  | George Frisbie Hoar | Republikaner | 1883           | wiedergewählt              | George Frisbie Hoar      |
| Michigan       | Thomas W. Ferry     | Republikaner | 1882 oder 1883 | von Republikanern gehalten | Thomas W. Palmer         |
| Minnesota      | William Windom      | Republikaner | 1883           | von Republikanern gehalten | Dwight M. Sabin          |
| Mississippi    | Lucius Q. C. Lamar  | Demokrat     | 1883           | wiedergewählt              | Lucius Q. C. Lamar       |
| Nebraska       | Alvin Saunders      | Republikaner | 1883           | von Republikanern gehalten | Charles F. Manderson     |
| New Hampshire  | Edward H. Rollins   | Republikaner | 1882 oder 1883 | von Republikanern gehalten | Austin F. Pike           |
| New Jersey     | John R. McPherson   | Demokrat     | 1883           | wiedergewählt              | John R. McPherson        |
| North Carolina | Matt W. Ransom      | Demokrat     | 1883           | wiedergewählt              | Matt W. Ransom           |
| Oregon         | La Fayette Grover   | Demokrat     | 1882           | Zugewinn Republikaner      | Joseph N. Dolph          |
| Rhode Island   | Henry B. Anthony    | Republikaner | 1882           | wiedergewählt              | Henry B. Anthony         |
| South Carolina | Matthew Butler      | Demokrat     | 1882           | wiedergewählt              | Matthew Butler           |
| Tennessee      | Isham G. Harris     | Demokrat     | 1883           | wiedergewählt              | Isham G. Harris          |
| Texas          | Richard Coke        | Demokrat     | 1882           | wiedergewählt              | Richard Coke             |
| Virginia       | John W. Johnston    | Demokrat     | 21. Dez. 1881  | Zugewinn Readjuster        | Harrison H. Riddleberger |
| West Virginia  | Henry G. Davis      | Demokrat     | 1882 oder 1883 | von Demokraten gehalten    | John E. Kenna            |

- wiedergewählt: ein gewählter Amtsinhaber wurde wiedergewählt.

### Wahlen während des 48. Kongresses
1883 gab es keine Nachwahlen zum 48. Kongresses.

## Einzelstaaten
In allen Staaten wurden die Senatoren durch die Parlamente gewählt, wie durch die Verfassung der Vereinigten Staaten vor der Verabschiedung des 17. Zusatzartikels vorgesehen. Das Wahlverfahren bestimmten die Staaten selbst, war daher von Staat zu Staat unterschiedlich. Teilweise ergibt sich aus den Quellen nur, wer gewählt wurde, aber nicht wie.
Das Third Party System der Parteien in den Vereinigten Staaten bestand aus der Demokratischen Partei, die hauptsächlich in den Südstaaten stark war, sowie der gemäßigt abolitionistischen, im Norden verankerten Republikanischen Partei. In Virginia war einige Jahre lang die Readjuster Party dominierend.